# Pub

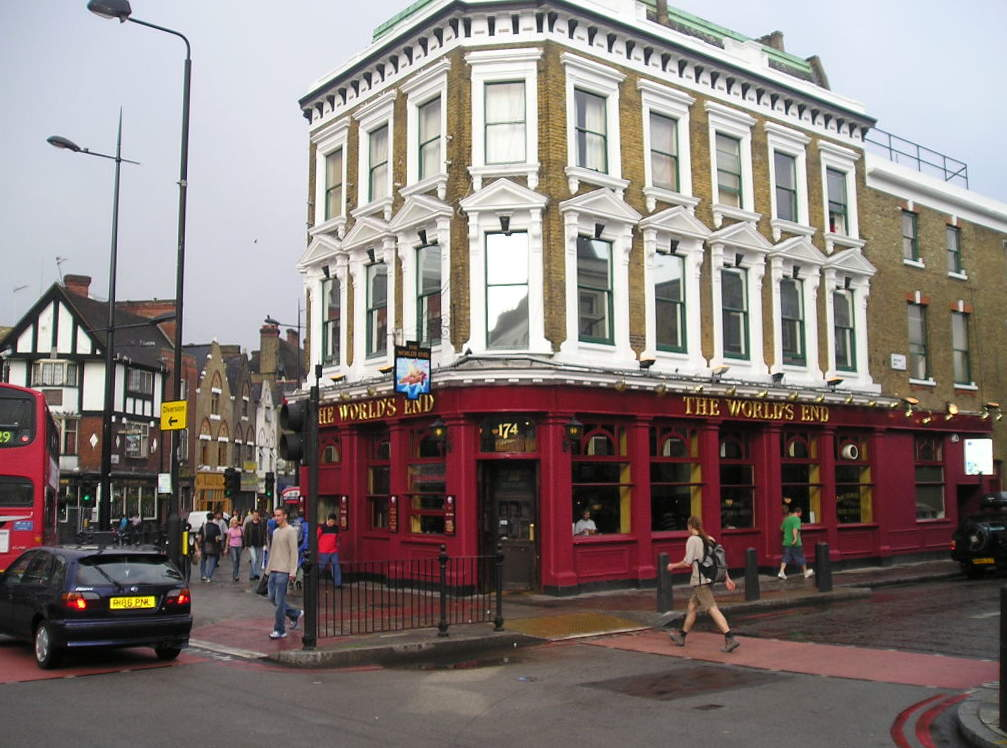
Pub localizado em Londres.

Pub deriva do nome formal inglês "public house", casa pública em inglês. Popularmente conhecido como um estabelecimento licenciado para servir bebidas alcoólicas, originalmente em países e regiões de influência britânica, esses locais também têm historicamente a função de centros sociais, de lazer e restaurantes.
O termo public house apareceu pela primeira vez no final do século XVII e era usado para diferenciar as casas particulares daquelas que eram, literalmente, abertas ao público. No século XVIII, tornou-se linguagem comum e passou a se espalhar pelo Reino Unido, tornando-se muito popular no século XIX. Mais que locais para beber, os pubs têm historicamente uma função social, servindo de local de lazer e recreação para o público.
O pub que oferece acomodações e refeições pode ser chamado de “inn” ou mais recentemente chamado de “hotel” no Reino Unido. Hoje em dia muitos pubs no Reino Unido, no Canadá, na Austrália e na Nova Zelândia, que ainda mantêm a palavra “inn” ou “hotel” no nome, não mais oferecem acomodações e em muitos casos nunca o fizeram.

## Centro comunitário

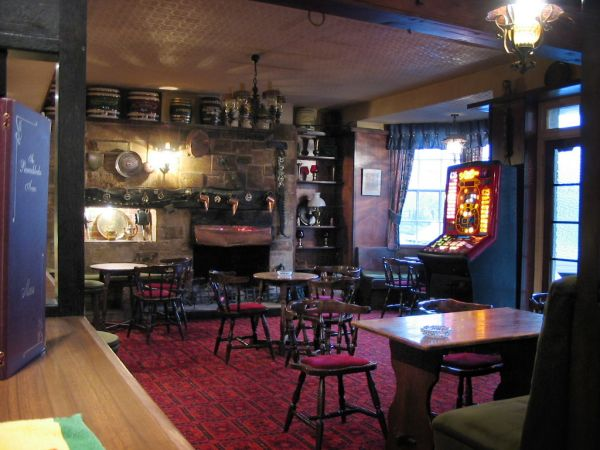
Interior de um pub.

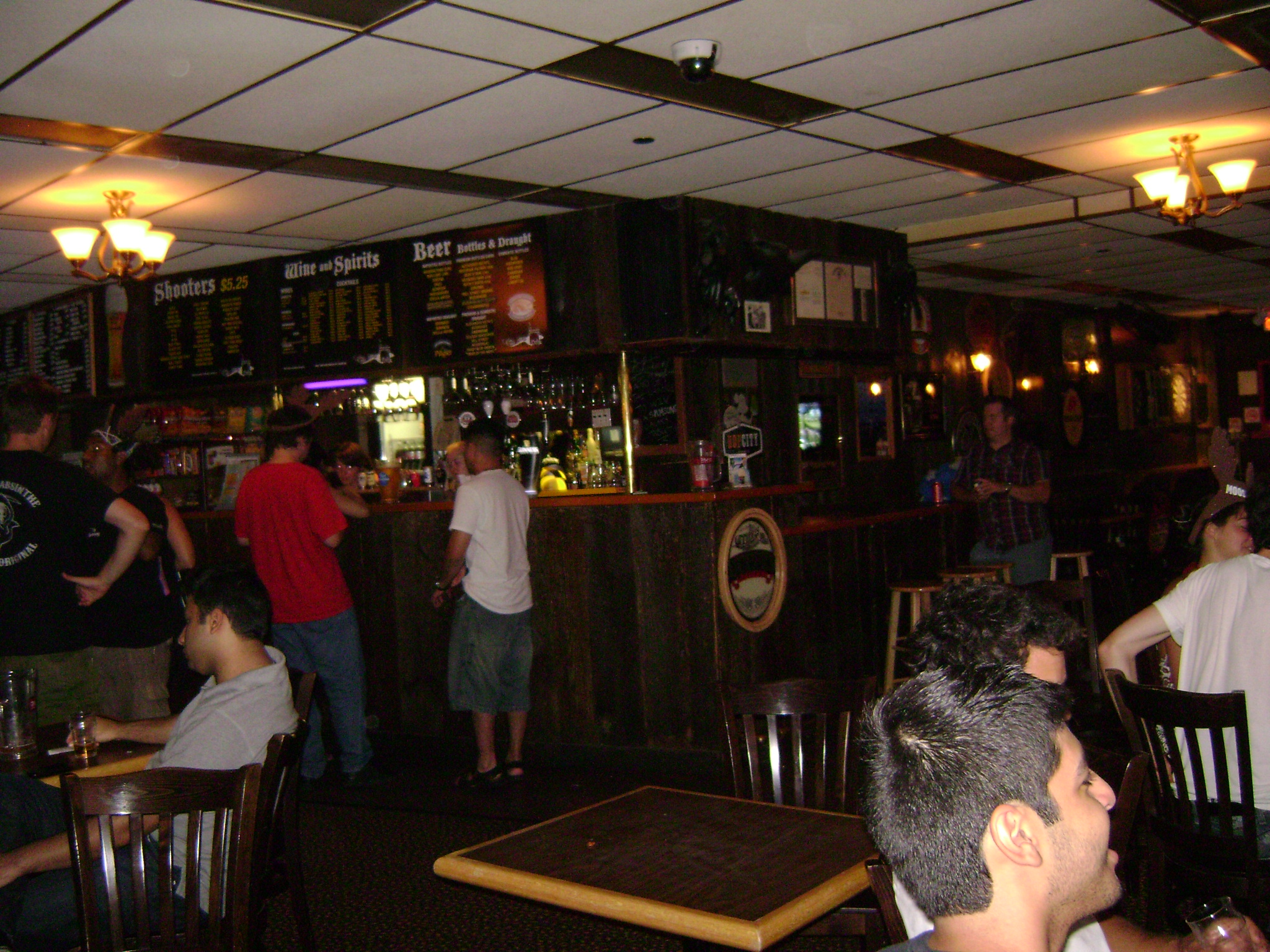
Pub na York University.

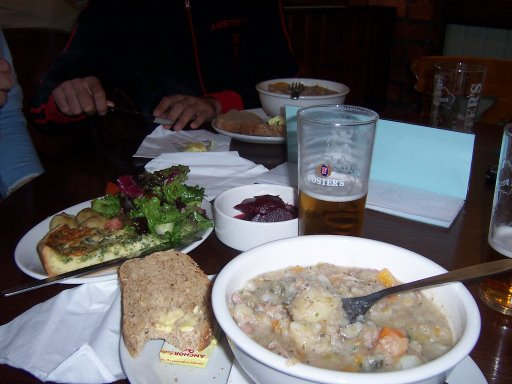
Comida e bebida em um pub.

Como o próprio nome diz, os pubs não são apenas bares, mas casas públicas, que historicamente servem como centro comunitário, local de lazer e até de reuniões políticas. Em pequenas comunidades do Reino Unido, são os pubs que recebem a população para reuniões de interesse da comunidade. Na Austrália, existe um movimento chamado Politics in the Pubs (política no pub em inglês) voltado para levar assuntos de interesse comunitário e global para serem discutidos nos pubs locais.

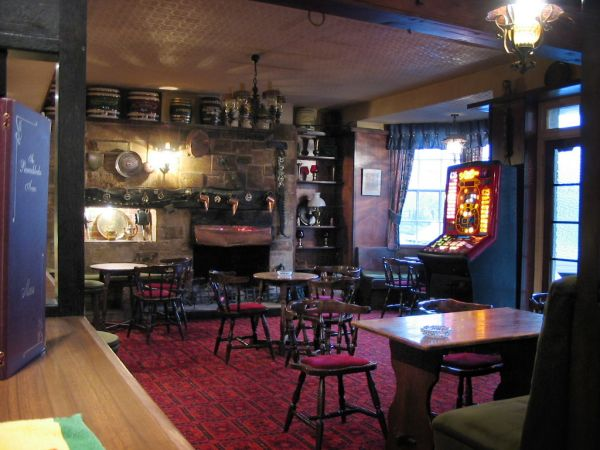
Interior de um pub.

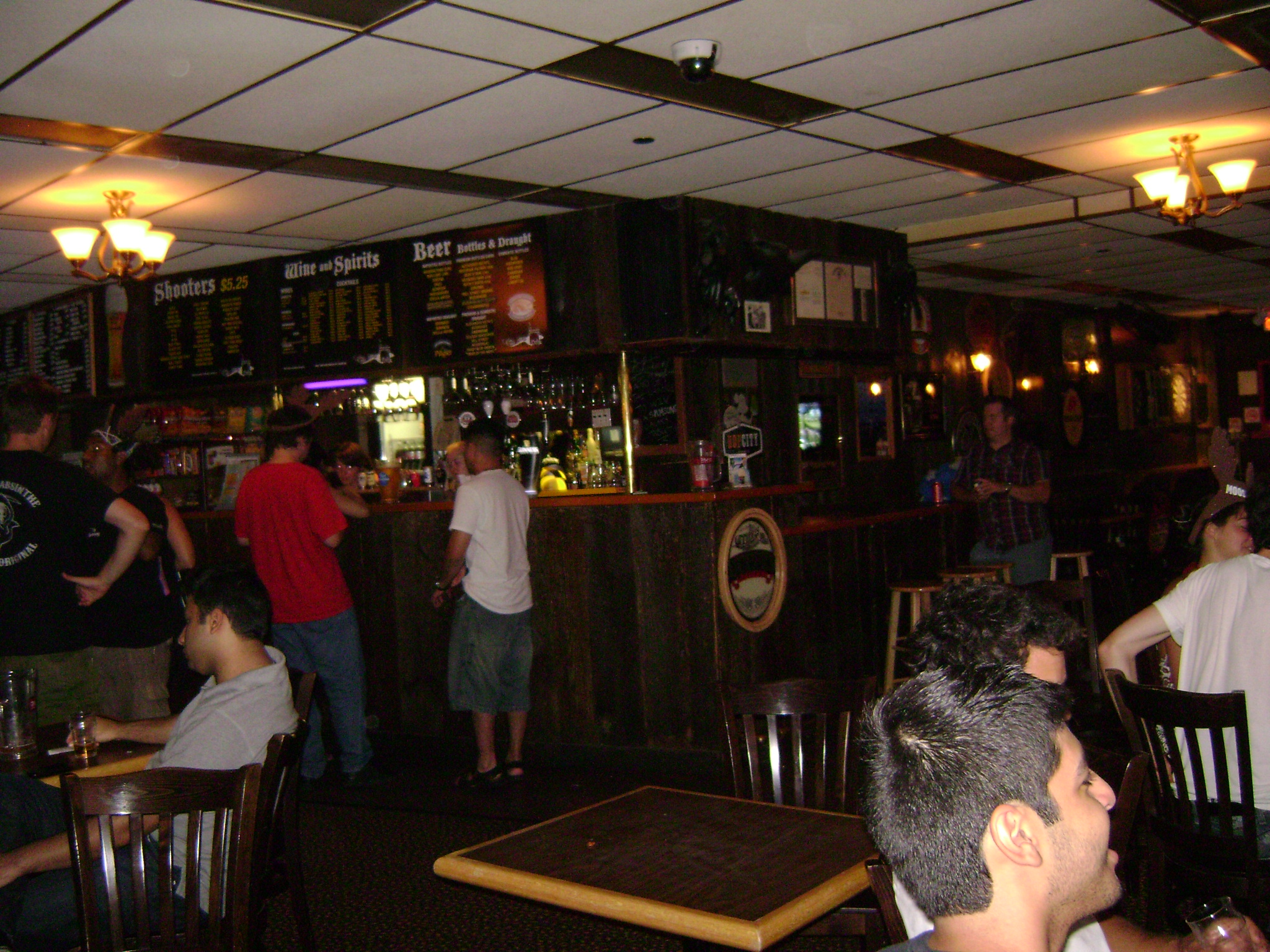
Pub na York University.

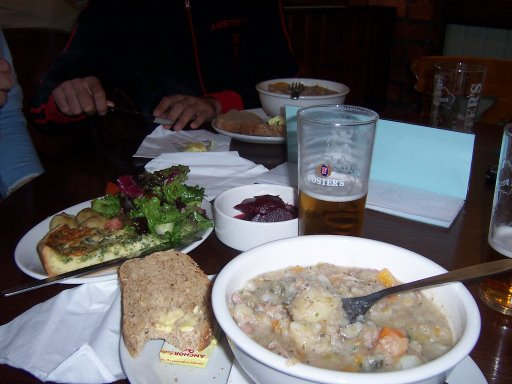
Comida e bebida em um pub.

## Importância dospubsno Reino Unido

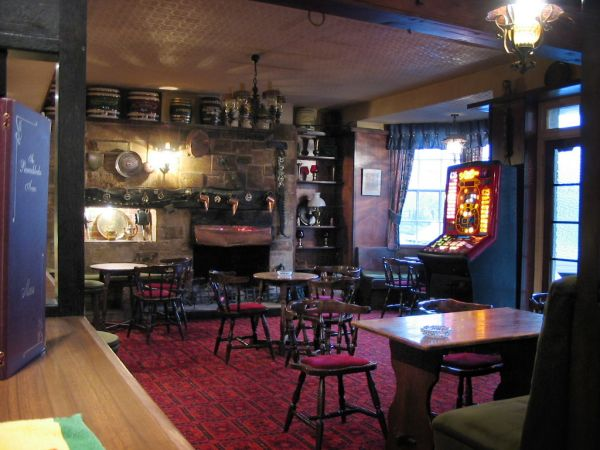
Interior de um pub.

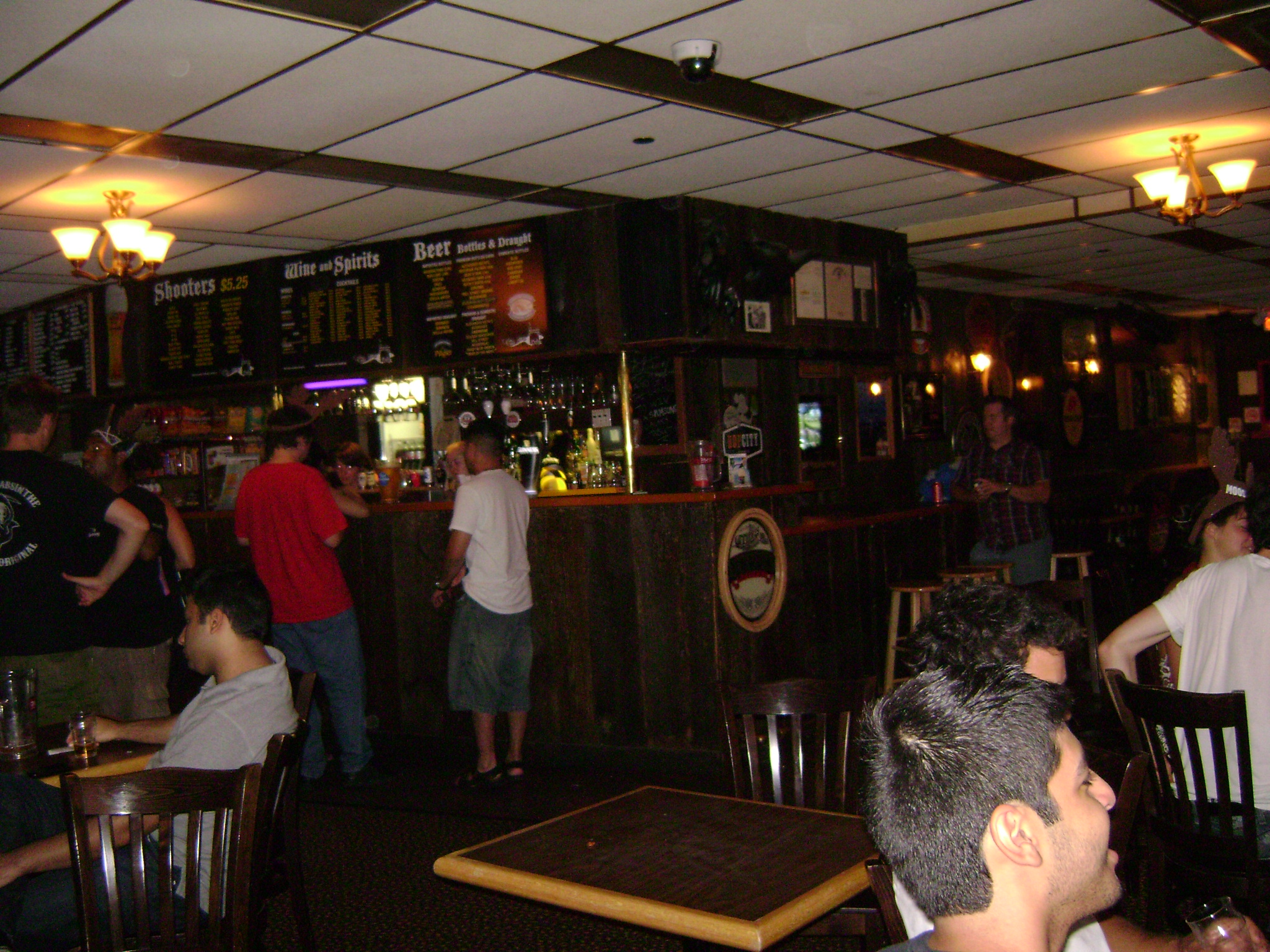
Pub na York University.

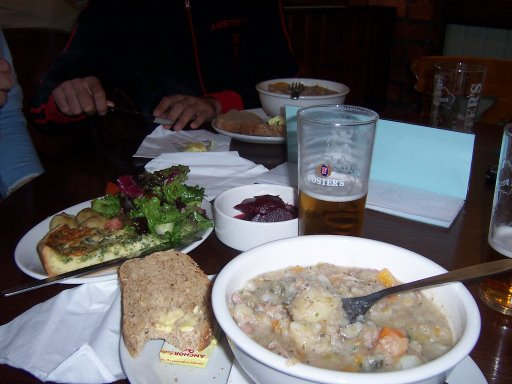
Comida e bebida em um pub.

Há aproximadamente 57.500 pubs no Reino Unido. Em muitos lugares, principalmente em vilarejos, pub pode ser o ponto de foco da comunidade.
Pubs são culturalmente e socialmente diferentes de lugares como cafés, bares, choperias e cervejarias. Muitas vezes, são lugares onde se pode escutar música (geralmente rock), como o famoso Cavern Club de Liverpool, onde The Beatles começaram a sua carreira. 
Pubs são lugares sociais baseados na venda e consumo de bebidas alcoólicas e a maioria dos pubs oferecem uma grande variedade de cervejas, vinhos, destilados e refrigerantes. Nos pubs, a cerveja é a bebida principal e por essa razão é parecido com bar, sendo comum nos depararmos com pubs onde água, vinhos e refrigerantes são mais caros que a cerveja. As cervejas servidas nos pubs podem ser Ale, Lager e Lambic ou diversas marcas. 
Os pubs geralmente possuem sua clientela, chamado de "regulares". São pessoas que bebem no mesmo pub regularmente, por isso frequentar um pub segue-se a um life style. Estes identificam seu pub favorito como o seu "local". Na maioria das vezes o "local" é escolhido pela proximidade de casa, mas também há outras razões como proximidade do trabalho, e principalmente o estilo de vida comum das pessoas que frequentam, bem como, disponibilidade de tabuleiro de dardos, mesa de sinuca ou outros jogos e entretenimentos.
Os pubs no Reino Unido abrem diariamente e fecham entre 22 horas e meia-noite. O horário de fechar é reconhecido por toques de sino. O primeiro toque no sino significa que, se você pretende beber outro pint de cerveja, este deve ser pedido neste momento. Quanto o sino tocar duas vezes significa que você deve rapidamente terminar de beber e deixar o local.